# Allée d'Orléans
L'allée d'Orléans est une voie de Nantes, en France. 

## Situation et accès

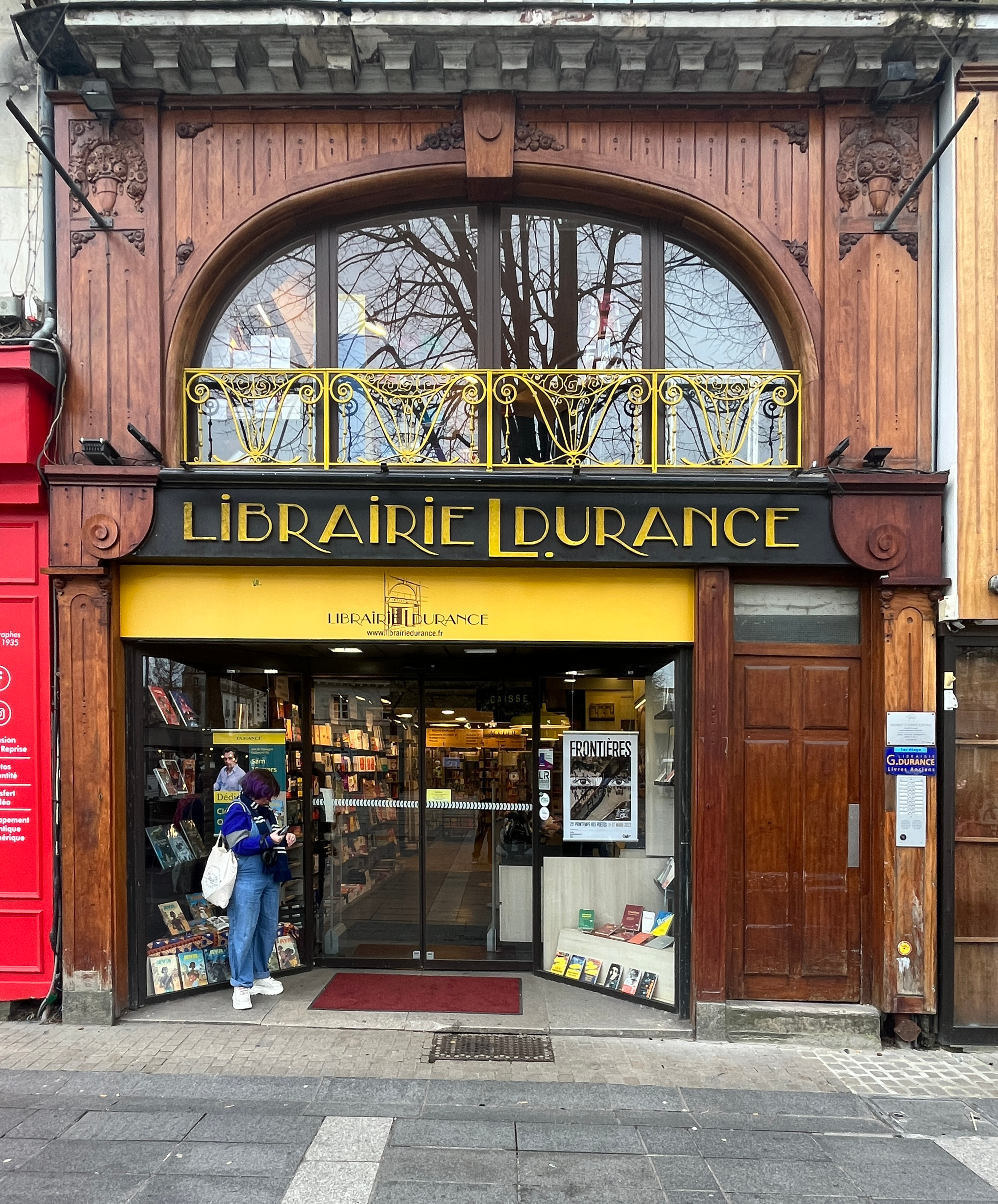
La librairie Durance située sur l'allée.

Il s'agit d'un ancien quai qui bordait la rive droite du cours de l'Erdre, du Centre-ville de Nantes, dont le détournement a permis l'aménagement du cours des 50-Otages.
L'allée d'Orléans, qui se situe dans secteur piétonnier, forme une partie du cours des 50-Otages qui la longe sur son côté est, et sert de nos jours de référence aux adresses postales des immeubles bordant celui-ci. Elle relie la rue d'Orléans à la place du Cirque (à la jonction avec la rue de l'Arche-Sèche). Prolongée au sud par l'allée Cassard, elle l'est au nord par l'allée des Tanneurs. Elle est rejointe, sur son côté ouest, par la rue du Pré-Nian, la rue Basse-Casserie et par les rues de Feltre et de la Boucherie au niveau de la place de l'Écluse. L'intégralité son côté oriental est longée par la ligne 2 du tramway, tandis que la ligne 3 la longe sur sa partie sud avant de la traverser au niveau de la place de l'Écluse.

## Historique
La rive gauche de l'Erdre n'est englobée dans les murailles de la ville qu'au XIIIe siècle. La fortification traverse l'emplacement de l'actuelle allée d'Orléans au niveau de l'actuelle rue Beaurepaire. Des travaux entamés en 2011 ont mis au jour la paroi est de l'ancienne tour du Haut-Pas, visible depuis l'allée d'Orléans. Cette tour faisait partie de l'ensemble fortifié de la porte Sauvetout. Les fortifications sont détruites ou intégrées aux bâtiments à la fin du XVIIIe siècle.
Le quai fut aménagé vers 1834, après de laborieuses négociations entre l'Administration et les riverains. la même année, un cirque est construit sur la place de l'Abreuvoir (l'actuelle place du Cirque), à l'angle de la rue de l'Arche-Sèche. Quelques années auparavant on avait construit en 1828, au milieu de celui-ci une écluse qui était censée réguler les caprices de la rivière (dont le souvenir est perpétué par l'actuelle « place de l'Écluse »).
Avant le comblement de l'Erdre, trois franchissements permettaient d'accéder depuis le quai à la rive opposée de la rivière : le « pont de l'Hôtel de Ville », à l'extrémité Nord ; le « pont de l'Écluse », en son milieu ; le « pont d'Orléans », à l'extrémité Sud. Ceux-ci furent détruits lors de ces travaux qui durèrent de 1929 à 1945. Depuis lors, le quai a été transformé en allée permettant de desservir les habitations riveraines, séparée du cours des 50-Otages par une rangée d'arbres.
Dénommé d'abord « quai du Peuple », puis « quai La Martine », il porte depuis le milieu du XIXe siècle le nom de la rue qui débouche à son extrémité Sud. Après le comblement de l'Erdre, la voie ayant perdu sa fonction de quai, a été renommée en « allée ».
En 1966, le Casier judiciaire national vient s'installer à Nantes dans un immeuble construit en 1947 par l'architecte Maurice Ferré situé au no 23. Il y restera jusqu'en 1982 avant de déménager au no 107, rue du Landreau(quartier de Doulon). Depuis 2011, les bâtiments des nos 22 et 23 ont été démolis et remplacés uun édifice abritant environ 22 logements et 1 000 m2 de commerces.
Les travaux de prolongement de la deuxième ligne de tramway au début des années 1990, permettent un réaménagement complet du cours, donnant à l'allée son caractère piétonnier actuel. Dans sa moitié Nord fut aménagée la station de tramway : Place du Cirque.